# Пичугов, Степан Герасимович
Степан Герасимович Пичуго́в (1891 год, село Губернское — 1970 год, Москва) — советский военачальник,  кавалер 4-х солдатских Георгиевских крестов, военный и гражданский авиатор, мемуарист.

## Биография
Родился на Урале в селе Губернском в бедняцкой рабочей семье.  После окончания 2-летней начальной земской школы нанялся батрачить к зажиточным хозяевам. С шестнадцатилетнего возраста стал рабочим на медеплавильном заводе.

## Первая мировая война
С началом Первой мировой войны был призван в армию, за отличия  награждён четырьмя Георгиями и произведён в подпрапорщики 195-го пехотного Оровайского полка.  Октябрьскую революцию застал в Перми в 107-м запасном пехотном полку, там же вступил в партию большевиков.

## Гражданская война
Участник  установления советской власти на Урале; организатор и командир 1-го Рождественского партизанского отряда включившегося в борьбу против взбунтовавшегося Чехословацкого корпуса. После влития отряда в состав 1-го горного полка РККА занимал должность командира батальона, затем командира полка. В августе месяце 1918 года отличился в бою у деревни Лебедкина, когда полк службы был окружён противником и возникла паника.
Дальнейшая служба проходила командиром  23-го Верхне-Камского полка Особой бригады,  командиром 169-й бригады 57-й стрелковой дивизии РККА Восточного фронта. В составе 3-й армии РККА Пичугов командовал различными полками, за отличия был награждён орденом Красного Знамени РСФСР.

## Мирное время
После окончания гражданской войны Пичугов командир 64-й отдельной сибирской бригады войск внутренней охраны. Непосредственный участник в разгроме банды Рогова и подавлении Колыванского кулацкого восстания. Командир 170-го пехотного полка.
После блестящего окончания Ленинградских военно-авиационных курсов,  Пичугов — участник строительства Военно-воздушного флота СССР. С 1926 года — Начальник  18-й авиационной  эскадрильи РККВФ Белорусского ВО.
 После тяжёлого заболевания был признан негодным к лётной службе и переведён в гражданскую авиацию.
С конца 1920 годов начальник аэропорта города Свердловска, начальник различных авиалиний. В 30-е годы был переведён заместителем директора авиационного завода. Без отрыва от производства окончил авиационный институт, получив диплом инженера-технолога. Был награждён орденами Трудового Красного Знамени и Знак Почёта.
 Автор мемуаров о боевых действиях первых советских полков в Прикамье в годы гражданской войны.